# Castelo de Ranhados
O Castelo de Ranhados localiza-se na freguesia de Ranhados, Município de Mêda, Distrito da Guarda, em Portugal.
Isolado no cume de uma colina, ergue-se em posição dominante sobre a povoação e a confluência do rio Torto e a ribeira da Teja. O topónimo está ligado a esta posição geográfica, numa elevação entre dois rios, uma vez que o prefixo "ranh" significa a cumeada de elevações.
Está classificado como Imóvel de Interesse Público desde 1977.

## História

### Antecedentes
A primitiva ocupação humana de seu sítio remonta a um castro proto-histórico, posteriormente romanizado, conforme os testemunhos arqueológicos constituídos por restos cerâmicos, ali recuperados por Adriano Vasco Rodrigues.

### O castelo medieval
A edificação do castelo remonta ao reinado de D. Dinis (1279-1325), quando este outorgou Carta de Foral à povoação (1286), visando incentivar o seu povoamento e defesa. Acredita-se que terão colaborado com as suas obras a Ordem dos Templários e a Ordem dos Hospitalários, que possuíam domínios na região, à época.
Sob o reinado de D. Fernando (1367-1383), os domínios da povoação e seu castelo foram doados a dois irmãos da Casa dos Távoras (1381), doação confirmada posteriormente pelo Mestre de Avis em 1384. Alguns autores sustentam que a construção do castelo remonta a este período, argumentando a simplicidade do projeto e a aparente ausência de torre de menagem defendendo o portão de entrada.
Sem que se conheça o seu envolvimento nos principais episódios militares da época, a povoação e seu castelo entraram em declínio. Sob o reinado de D. Manuel I (1495-1521), o soberano passou o Foral Novo à vila (1512), o que se mostrou insuficiente para reverter o quadro de semi-abandono já então vivido.

### Do século XVIII aos nossos dias
No século XVIII a povoação e seus domínios pertenciam à Casa do Infantado, constituindo-se em Reitoria da Apresentação do Padroado Real e em Comenda da Ordem de Cristo.
O progressivo abandono que se acentuou, levou à extinção do Concelho de Ranhados, incorporado ao Concelho de Mêda (1836). Nesse período, provavelmente a partir da extinção das ordens religiosas (1834), a sua praça de armas passou a ser utilizada como cemitério da vila, função que perdura até aos nossos dias.
O castelo encontra-se classificado como Imóvel de Interesse Público por decreto publicado em 29 de Setembro de 1977.
Em precário estado de conservação, há algumas décadas procedeu-se ao reforço de um dos muros exteriores na qualidade de cemitério, o que o desfigurou parcialmente.

## Características
Castelo de montanha, erguido a cerca de 840 metros acima do nível do mar, apresenta planta ovalada irregular, orgânica, em estilo gótico. As muralhas, em cantaria de granito, são reforçadas por duas torres de planta quadrada: uma no ângulo Sudeste, oposta à entrada, e outra, no interior da praça de armas, aparentemente associada a uma segunda porta, de menores dimensões (Porta da Traição), protegida por uma dupla muralha, a Leste. Esta segunda torre apresenta porta em arco apontado e um compartimento em abóbada em cruzaria de ogivas.
Não se registam vestígios de uma torre de menagem associada à porta principal, o que pode indicar tratar-se de uma fortificação secundária, o que carece de pesquisa arqueológica complementar.
A muralha, hoje incompleta e desprovida de merlões, era parcialmente percorrida por adarve, a que se acede por escadaria em um dos lados da porta principal.